# جو رالز
جو رالز (بالإنجليزية: Joe Ralls)‏ (13 أكتوبر 1993 ألدرشوت المملكة المتحدة - ) هو لاعب كرة قدم بريطاني يلعب كلاعب وسط.

## روابط خارجية
- جو رالز على موقع قاعدة بيانات كرة القدم.إي يو (الإنجليزية)
- جو رالز على موقع Soccerbase.com (لاعب) (الإنجليزية)
- جو رالز على موقع Soccerway.com (الإنجليزية)
- جو رالز على موقع عالم كرة القدم.نت (الإنجليزية)
- جو رالز على موقع AS.com (الإسبانية)